# チャールズ・ロスチャイルド

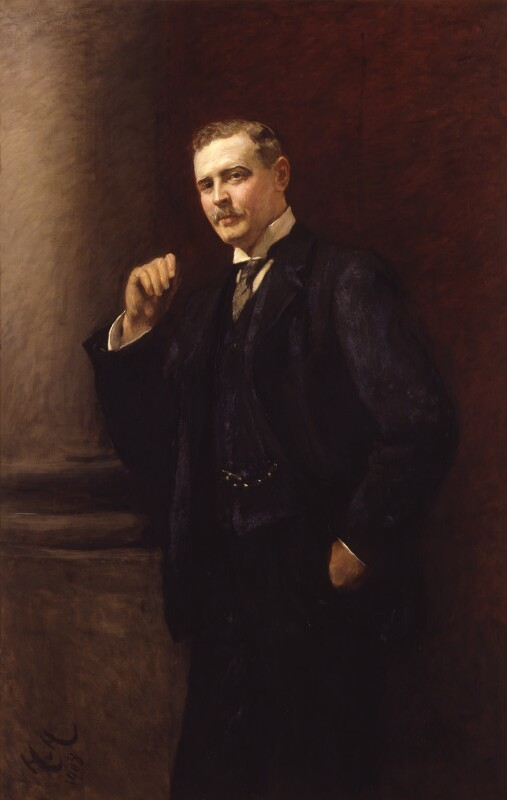

ナサニエル・チャールズ・ロスチャイルド閣下（英: The Hon. Nathaniel Charles Rothschild、1877年5月9日 - 1923年10月23日）は、イギリスの銀行家、動物学者。

## 経歴
英国ロスチャイルド家の嫡流である初代ロスチャイルド男爵ナサニエル・マイアー・ロスチャイルドとその夫人エンマ・ルイーザ・フォン・ロートシルトの次男として生まれる。第2代ロスチャイルド男爵ライオネル・ウォルター・ロスチャイルドは兄にあたる。
ケンブリッジ大学トリニティ・カレッジを卒業し、マスター・オブ・アーツの学位を取得。
兄同様動物学研究に造詣が深く、とりわけノミの研究で知られる。彼の研究成果は娘のミリアムに引き継がれ、全7巻のノミ図鑑としてまとめられた。しかしチャールズは兄よりも家業である銀行業への責任感が強く、1日の大半はN・M・ロスチャイルド&サンズの銀行業に費やしつつ、週末や休暇を使って動物学研究に尽くしていた
珍しい動物や昆虫、草花の収集のために世界各地を旅行し、その一環で1903年には日本を訪れた。彼は日本を非常に気に入り、友人への手紙の中で「日本は天国だよ。親がとやかく言わなければここで暮らしたい」と書いている（当時彼は未婚だった）。また明治後期の日本の急速な経済発展にも注目し、帰国後、日本にN・M・ロスチャイルド&サンズの支店を置くべきと父ナサニエルに進言したが、却下されている。結局N・M・ロスチャイルド&サンズが日本に支店を置くのはそれから85年後の1988年12月を待つことになる。
1905年にはノーサンプトンシャー州長官に就任する。
1915年に父が死去した際には銀行業をやる気がない兄に代わって銀行を継承したものの、2年ほどで身体を壊し、退任した。銀行は叔父レオポルドの息子であるライオネルとアンソニーの兄弟に受け継がれることになった。この兄弟は銀行業の才能があり、経営は再び軌道に乗ったという。
スペイン風邪をこじらせて精神病になり、1923年に自殺した。兄である第2代ロスチャイルド男爵ウォルターには男子がなかったため、彼の長男であるナサニエル・マイアー・ヴィクターが第3代ロスチャイルド男爵位を継承している。

## 子女
1907年にユダヤ人ハンガリー貴族の令嬢ロズシカ・フォン・ヴェルトハイムシュタインと結婚し
彼女との間に以下の四子を儲けた。
- 第1子（長女）：デイム・ミリアム（英語版）（1908年-2005年）：動物学者。父のノミ研究を引き継ぐ[2]
- 第2子（次女）：閣下・エリザベス・シャーロット（Hon. Elizabeth Charlotte）（1909年-1988年）
- 第3子（長男）：ナサニエル・マイアー・ヴィクター（1910年-1990年）：第3代ロスチャイルド男爵
- 第4子（三女）：閣下キャスリーン・アニー・パノニカ（英語版）（1913年-1988年）: 数多くのジャズミュージシャン達のパトロン活動により「ジャズ男爵夫人」の通称で知られた。